# Lil Armstrong
Pour les articles homonymes, voir Armstrong.
 (janvier 2021).
Si vous disposez d'ouvrages ou d'articles de référence ou si vous connaissez des sites web de qualité traitant du thème abordé ici, merci de compléter l'article en donnant les références utiles à sa vérifiabilité et en les liant à la section « Notes et références ».
Lil Hardlin Armstrong, née Lillian Beatrice Hardin à Memphis (Tennessee) le 3 février 1898, et morte à Chicago (Illinois) le 27 août 1971, est une pianiste, compositrice et chanteuse afro-américaine.

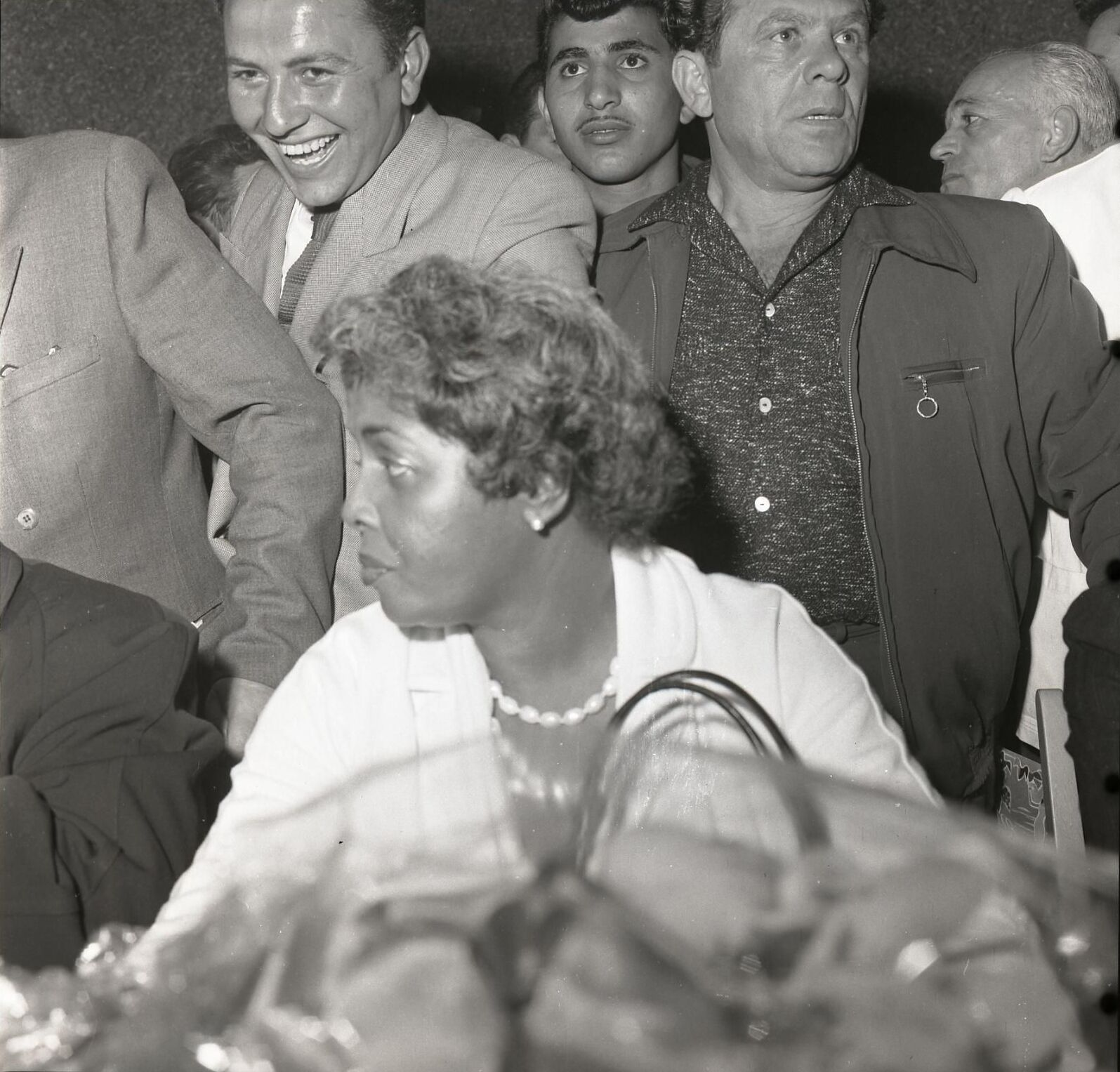
Lil Hardin Armstrong en Israël, 1959

## Biographie

### Jeunesse
La grand-mère de Lil Hardin Armstrong, Priscilla Thompson, est née esclave en 1851 dans le comté de Lafayette (Mississippi). Les parents de Lillian se séparent alors qu'elle est très jeune, et elle vit avec sa mère à proximité de la Beale Street à Memphis, où l'on peut entendre le blues et le jazz en train de s'inventer.
Lil commence à prendre des cours d'orgue à six ans, et à neuf ans elle joue de l'orgue au catéchisme. Elle reçoit une formation au piano classique. À seize ans, elle gagne un concours organisé par son école, et se tourne vers une carrière musicale.

### Carrière
Après avoir travaillé dans un magasin de musique à Chicago, où elle jouait les nouveaux morceaux, elle commence sa carrière professionnelle au Dreamland de Chicago avec Freddie Keppard en 1917, puis sous la direction de King Oliver (1920) dans le Creole Jazz Band, avec lequel elle fait ses premiers enregistrements en 1923. Elle rencontre dans le groupe Louis Armstrong. C'est elle qui le convainc de quitter Oliver, et de rejoindre le groupe de Fletcher Henderson, ce qui aidera grandement la carrière du trompettiste.
Mariée à Louis Armstrong en 1924, elle devient sa pianiste attitrée dans les Hot Five et Hot Seven, alors que hors des studios elle dirige son propre orchestre dès 1925. Elle est la cheville ouvrière des séances d'enregistrement avec Louis Armstrong : c'est elle qui fixe les rendez-vous et qui met en place les répétitions préalables. Certaines des œuvres ainsi enregistrées sont de sa composition (Struttin With Some Barbecue, Hotter Than That,  Don't Jive Me, Two Deuces, Knee Drops, etc.). Elle tourne de nouveau avec Keppard en 1928. Elle dirige au Harlem Opera House un orchestre féminin en 1931.
Après sa séparation (1931) et son divorce d'avec Satchmo (Louis Armstrong) en 1938, elle travaille surtout comme accompagnatrice dans quelques ensembles de musique Nouvelle-Orléans. Durant la seconde moitié des années 1930, elle est pianiste maison chez Decca, chez qui elle enregistre 26 morceaux, principalement en tant que chanteuse, notamment Just For a Thrill.
Elle apparaît comme soliste à partir de 1940, et tourne en Europe en 1952. Elle apparaît dans le show télévisé « Chicago and all that Jazz », enregistre à Chicago et à Paris. Entre 1952 et 1960, elle est la soliste attitrée du Red Arrow Club de Stickney.
En 1959, elle enregistre un disque sur lequel elle parle de Louis Armstrong.
Lil Hardin Armstrong décède le 27 août 1971, un mois après Louis Armstrong, assise à son piano lors d'une production télévisée en hommage au trompettiste, alors qu'elle joue St. Louis Blues. Elle est inhumée dans le cimetière Lincoln.

## Style
Proche du ragtime, Lil est une pianiste honorable. À ses débuts, son sens rythmique permet de solidifier le jeu de l'orchestre.

## Repères discographiques
Lil Hardin Armstrong a beaucoup enregistré dans les groupes de Louis Armstrong. Alors qu'elle est chez Decca, elle enregistre 26 morceaux. Elle enregistre peu dans le reste de sa carrière : 12 titres entre 1945 et 1947, six chansons en 1953-1954, deux sélections en 1959 et un album en 1961.
- Struttin' With Some Barbecue et Hotter Than That (avec Louis Armstrong H5, 1927)
- That's When I'll Come Back to You (avec Louis Armstrong H7, 1927)
- Two Deuces (avec Louis Armstrong H5, 1928)
- Lil Armstrong and her Swingband  (1936-1940)
- Big Butter and Egg Man  (avec Sidney Bechet, 1952)